# Jan Albert Willinge
Jan Albert Willinge (ook: Johannes Albertus Willinga) (Oldeberkoop, 21 juni 1760 - aldaar, 31 januari 1839) was een Fries politicus.
Willinge was een zoon van de uit het Drentse Peize afkomstige onder-luitenant in het regiment Regteren Ludolf Jan Willinge en Johanna Gezina Hubbelink. Hij was een kleinzoon van de Drentse gedeputeerde Jan Willinge. 
Willinge vestigde zich na zijn studie rechten als advocaat en werd daarna van 1791 tot 1795 namens Zevenwolden raadsheer bij het Hof van Friesland.
Willinge was secretaris van Ooststellingwerf en van 1816 tot zijn overlijden in 1839 grietman aldaar.  Van 1814 tot 1831 was hij lid van Provinciale Staten van Friesland. In 1814 was hij namens Friesland lid van de Vergadering van Notabelen en in 1815 buitengewoon lid van de Staten-Generaal der Verenigde Nederlanden, (8 augustus 1815 - 19 augustus 1815) die besliste over de grondwet van 1815.
Willinge trouwde op 6 januari 1784 te Oldeberkoop met de in Franeker geboren Taad Wigeri, dochter van de hoogleraar te Franeker en procureur-generaal bij het Hof van Friesland prof. mr. Elias Wigeri en Hiltje Binkes.
- Biografisch Portaal: 01557539
- Parlement.com: vg09llqco6wx